# 联合左翼 (西班牙)
联合左翼（西班牙語：Izquierda Unida，缩写为IU）是西班牙的一个左翼政党联盟。1986年4月29日，联合左翼作为政党联盟和选举联盟成立。创始成员有：西班牙共产党、争取工人团结集体—安达卢西亚左翼集团、共和左翼、人文主义党、进步联盟、卡洛斯党、西班牙人民共产党、社会主义行动党。1992年11月2日，联合左翼注册为政党，但原来参加联合左翼的各政党仍保留着自己的组织。联合左翼一直由西班牙共产党主导，曾长期保持西班牙第三大全国性政治势力的地位。

## 现成员
目前，参加联合左翼的政党与其成立之初相比已有很大变化。
- 西班牙共产党
- 西班牙共产主义青年联盟
- 共和左翼
- 极光—马克思主义组织
- 现存的加泰罗尼亚统一社会党
- 加泰罗尼亚统一社会主义青年—共产主义青年
- 穆尔西亚地区生态社会主义者
- 为了耶罗倡议
- 马德里广泛阵线
- 加泰罗尼亚共产党人关键部门
- 联合与替代左翼关键独立活动者

## 分支
- 安达卢西亚—联合左翼绿党—为了安达卢西亚大会
- 阿拉贡—阿拉贡联合左翼
- 阿斯图里亚斯—阿斯图里亚斯联合左翼
- 巴利阿里群岛—巴利阿里群岛联合左翼
- 加那利群岛—加那利联合左翼
- 坎塔布里亚—坎塔布里亚联合左翼
- 卡斯蒂利亚-拉曼恰—卡斯蒂利亚-拉曼恰联合左翼
- 卡斯蒂利亚-莱昂—卡斯蒂利亚-莱昂联合左翼
- 加泰罗尼亚—加泰罗尼亚联合左翼
- 休达—休达联合左翼
- 巴斯克—多元左翼
- 埃斯特雷马杜拉—埃斯特雷马杜拉联合左翼
- 加利西亚—联合左翼
- 拉里奥哈—拉里奥哈联合左翼
- 马德里—马德里联合左翼
- 梅利利亚—梅利利亚联合左翼
- 穆尔西亚—联合左翼—穆尔西亚地区绿党
- 纳瓦拉—纳瓦拉联合左翼
- 巴伦西亚—巴伦西亚地区联合左翼
- 国外—国外联合左翼

结盟组织：
- 加泰罗尼亚—联合与替代左翼（2019年6月8日以前）

## 历任领袖
| 姓名                  | 任职时间      | 职务       |
| --------------------- | ------------- | ---------- |
| 赫拉尔多·伊格莱西亚斯 | 1986年        | 总协调员   |
| 胡利奥·安吉塔         | 1986年—1999年 | 总协调员   |
| 弗朗西斯科·弗鲁托斯   | 1999年—2001年 | 总协调员   |
| 加斯帕尔·利亚马萨雷斯 | 2001年—2008年 | 总协调员   |
| 卡约·拉腊             | 2008年—2016年 | 联邦协调员 |
| 阿尔贝托·加尔松       | 2016年—2023年 | 联邦协调员 |
| 安东尼奥·梅洛         | 2024年至今    | 联邦协调员 |